# ماكسيميليانو فالكون
ماكسيميليانو فالكون (بالإسبانية: Maximiliano Falcón)‏ هو لاعب كرة قدم أوروغواياني، ولد في 1 مايو 1997 في بايساندو في الأوروغواي.

## وصلات خارجية
- ماكسيميليانو فالكون على موقع الدوري الأمريكي (الإنجليزية)
- ماكسيميليانو فالكون على موقع قاعدة بيانات كرة القدم.إي يو (الإنجليزية)
- ماكسيميليانو فالكون على موقع Soccerway.com (الإنجليزية)
- ماكسيميليانو فالكون على موقع AS.com (الإسبانية)